# 柳沢厚
柳沢 厚（やなぎさわ あつし、1943年 - ）は、日本の都市計画家。C-まち研究室代表。横浜国立大学講師。足立区都市計画審議会委員、藤沢市都市計画審議会委員、小田原市都市計画審議会委員、武蔵野市まちづくり条例検討委員会委員長。都市計画中央審議会委員、国土審議会土地政策分科会企画部会低・未利用地対策検討小委員会委員長を歴任。日本都市計画学会、日本都市計画家協会理事。長野県生まれ。

## 略歴
- 1967年、東北大学工学部建築学科卒業
- 1969年、京都大学大学院修士課程修了
- 1969年、建設省入省。1977年住宅局建築指導課長補佐。その後大臣官房都市計画課土地利用調整官を歴任
- 1982年財団法人国際科学技術博覧会会場計画課長
- 1992年退官し、民間設計事務所をへて、2001年独立し個人事務所設立
- 1995年から横浜国立大学非常勤講師。

## 著書
- まちづくり・都市計画なんでも質問室、ぎょうせい出版、編著
- 都市・農村の新しい土地利用戦略、学芸出版社、共著
- まちづくりのための集団規定の運用と解釈、学芸出版社、2002年、編著
- 初めて学ぶ都市計画 2008年　共著
- 自治体都市計画の最前線 2007年　共著
- 都市・農村の新しい土地利用戦略　2003年　共著
- まちづくりのための建築基準法 集団規定の運用と解釈　共著